# Swiss Open Gstaad 2024 - Qualificazioni singolare
Le qualificazioni del singolare del Swiss Open Gstaad 2024 sono state un torneo di tennis preliminare per accedere alla fase finale della manifestazione. I vincitori dell'ultimo turno sono entrati di diritto nel tabellone principale. In caso di ritiro di uno o più giocatori aventi diritto, a questi sono subentrati i lucky loser, ossia i giocatori che hanno perso nell'ultimo turno ma che avevano una classifica più alta rispetto agli altri partecipanti che avevano comunque perso nel turno finale.

## Teste di serie
1. Titouan Droguet (qualificato)
2. Nicolas Moreno de Alboran (ultimo turno, lucky loser)
3. Juan Pablo Varillas (qualificato)
4. Filip Misolic (ultimo turno)

1. Gustavo Heide (qualificato)
2. Maks Kaśnikowski (ultimo turno)
3. Quentin Halys (qualificato)
4. Maxime Janvier (primo turno)

## Qualificati
1. Titouan Droguet
2. Quentin Halys

1. Juan Pablo Varillas
2. Gustavo Heide

### Lucky loser
1. Nicolas Moreno de Alboran

## Tabellone

### Sezione 1
|  | Primo turno | Primo turno          | Primo turno      | Primo turno | Primo turno |  |  | Ultimo turno | Ultimo turno     | Ultimo turno     | Ultimo turno | Ultimo turno |  |
|  |             |                      |                  |             |             |  |  |              |                  |                  |              |              |  |
|  | 1           | Titouan Droguet      | 7                | 3           | 7           |  |  |              |                  |                  |              |              |  |
|  |             | Filip Cristian Jianu | 610              | 6           | 63          |  |  | 1            | Titouan Droguet  | Titouan Droguet  | 7            | 6            |  |
|  |             | Rémy Bertola         | Rémy Bertola     | 3           | 1           |  |  | 6            | Maks Kaśnikowski | Maks Kaśnikowski | 5            | 2            |  |
|  | 6           | Maks Kaśnikowski     | Maks Kaśnikowski | 6           | 6           |  |  |              |                  |                  |              |              |  |

### Sezione 2
|  | Primo turno | Primo turno               | Primo turno               | Primo turno | Primo turno |  |  | Ultimo turno | Ultimo turno              | Ultimo turno              | Ultimo turno | Ultimo turno |  |
|  |             |                           |                           |             |             |  |  |              |                           |                           |              |              |  |
|  | 2           | Nicolas Moreno de Alboran | Nicolas Moreno de Alboran | 6           | 6           |  |  |              |                           |                           |              |              |  |
|  |             | Andrea Collarini          | Andrea Collarini          | 2           | 2           |  |  | 2            | Nicolas Moreno de Alboran | Nicolas Moreno de Alboran | 5            | 3            |  |
|  |             | Giovanni Fonio            | 6                         | 6           | 2           |  |  | 7            | Quentin Halys             | Quentin Halys             | 7            | 6            |  |
|  | 7           | Quentin Halys             | 1                         | 7           | 6           |  |  |              |                           |                           |              |              |  |

### Sezione 3
|  | Primo turno | Primo turno         | Primo turno         | Primo turno | Primo turno |  |  | Ultimo turno | Ultimo turno        | Ultimo turno | Ultimo turno | Ultimo turno |  |
|  |             |                     |                     |             |             |  |  |              |                     |              |              |              |  |
|  | 3           | Juan Pablo Varillas | Juan Pablo Varillas | 6           | 6           |  |  |              |                     |              |              |              |  |
|  |             | Clément Tabur       | Clément Tabur       | 4           | 2           |  |  | 3            | Juan Pablo Varillas | 7            | 4            | 6            |  |
|  | WC          | Jérôme Kym          | Jérôme Kym          | 6           | 6           |  |  | WC           | Jérôme Kym          | 64           | 6            | 1            |  |
|  | 8           | Maxime Janvier      | Maxime Janvier      | 4           | 4           |  |  |              |                     |              |              |              |  |

### Sezione 4
|  | Primo turno | Primo turno   | Primo turno   | Primo turno | Primo turno |  |  | Ultimo turno | Ultimo turno  | Ultimo turno | Ultimo turno | Ultimo turno |  |
|  |             |               |               |             |             |  |  |              |               |              |              |              |  |
|  | 4           | Filip Misolic | 6             | 3           | 7           |  |  |              |               |              |              |              |  |
|  | Alt         | Nerman Fatić  | 3             | 6           | 5           |  |  | 4            | Filip Misolic | 3            | 6            | 4            |  |
|  | WC          | Mika Brunold  | Mika Brunold  | 4           | 2           |  |  | 5            | Gustavo Heide | 6            | 3            | 6            |  |
|  | 5           | Gustavo Heide | Gustavo Heide | 6           | 6           |  |  |              |               |              |              |              |  |